# Объединённая малайская национальная организация
Объединённая малайская национальная организация (ОМНО) (малайск.  Pertubuhan Kebangsaan Melayu Bersatu) — крупнейшая политическая партия в Малайзии. Число членов 2,4 млн человек. Первые 60 лет существования малайской независимости в составе коалиции «Национальный фронт» доминировала в политической жизни страны.
Основана в 1946 году как партия национальной буржуазии, крупных предпринимателей и землевладельцев. Основатель — Онн Бин Джафар. Первый генеральный секретарь — Зайнал Абидин бин Ахмад.  В 1952-74 гг. входила в состав Союзной партии. В 1951 году главой партии избран Абдул Рахман, автор программы ОМНО как национальной партии малайцев. В 1952 году заключён политический союз с Китайской ассоциацией Малайзии (КАМ) и коалиция ОМНО-КАМ получила 1/12 мест на муниципальных выборах в столице.

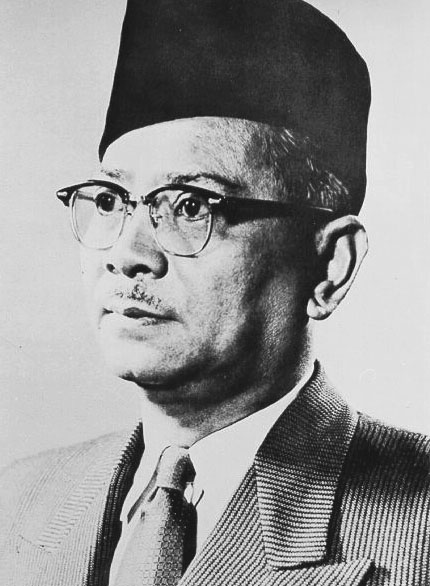
Абдул Рахман, глава ОМНО, первый премьер-министр Малайзии

В октябре 1954 года к союзу ОМНО-КАМ присоединился Индийский конгресс Малайзии (ИКМ) и было провозглашено создание Союзной партии, представлявшей интересы крупнейших национальных общин страны — малайцев, китайцев и индийцев.
В 1955 году получила места в Законодательном совете Сингапура.
После предоставления независимости страны в 1957 году Союзная партия стала правящей партией. На парламентских выборах в 1959 году она получила 74 из 104 мест, премьер-министром страны стал глава ОМНО Абдул Рахман. На следующих парламентских выборах в 1964 году Союзная партия получила еще больше мест — 89 из 104, а также 240 из 282 в законодательных собраниях штатов (лидировала в 10 из 11 штатов).
На парламентских выборах в 1969 году Союзная партия получила немногим менее 50 % голосов избирателей и 66 из 104 мест в парламенте. В законодательных собраниях штатов партия получила 162 из 282 мест. Вместе с тем, КАМ на этих выборах потерпела поражение.
На очередных выборах в парламент в 1974 году Союзная партия получила 135 из 154 мест, из которых 62 заняли кандидаты от ОМНО. В 1978 году на парламентских выборах Союзная партия получила чуть меньше мандатов — 131 из 154, вместе с тем, ОМНО получила больше мандатов — 70.
В 1974 году создана широкая коалиция 12 политических партий «Национальный фронт», куда вошли партии ОМНО, КАМ, ИКМ, Народное движение Малайзии и другие.
В 1987 году произошел раскол. По решению суда в 1988 г. ОМНО была лишена регистрации. Однако Махатхир Мохамад создал партию Новая ОМНО.
В 2015 году в партии произошел раскол. Из неё вышел заместитель премьер-министра Мухиддин Яссин.
10 мая 2018 «Национальный фронт» проиграл выборы.